# Casas Bajas (kommun)

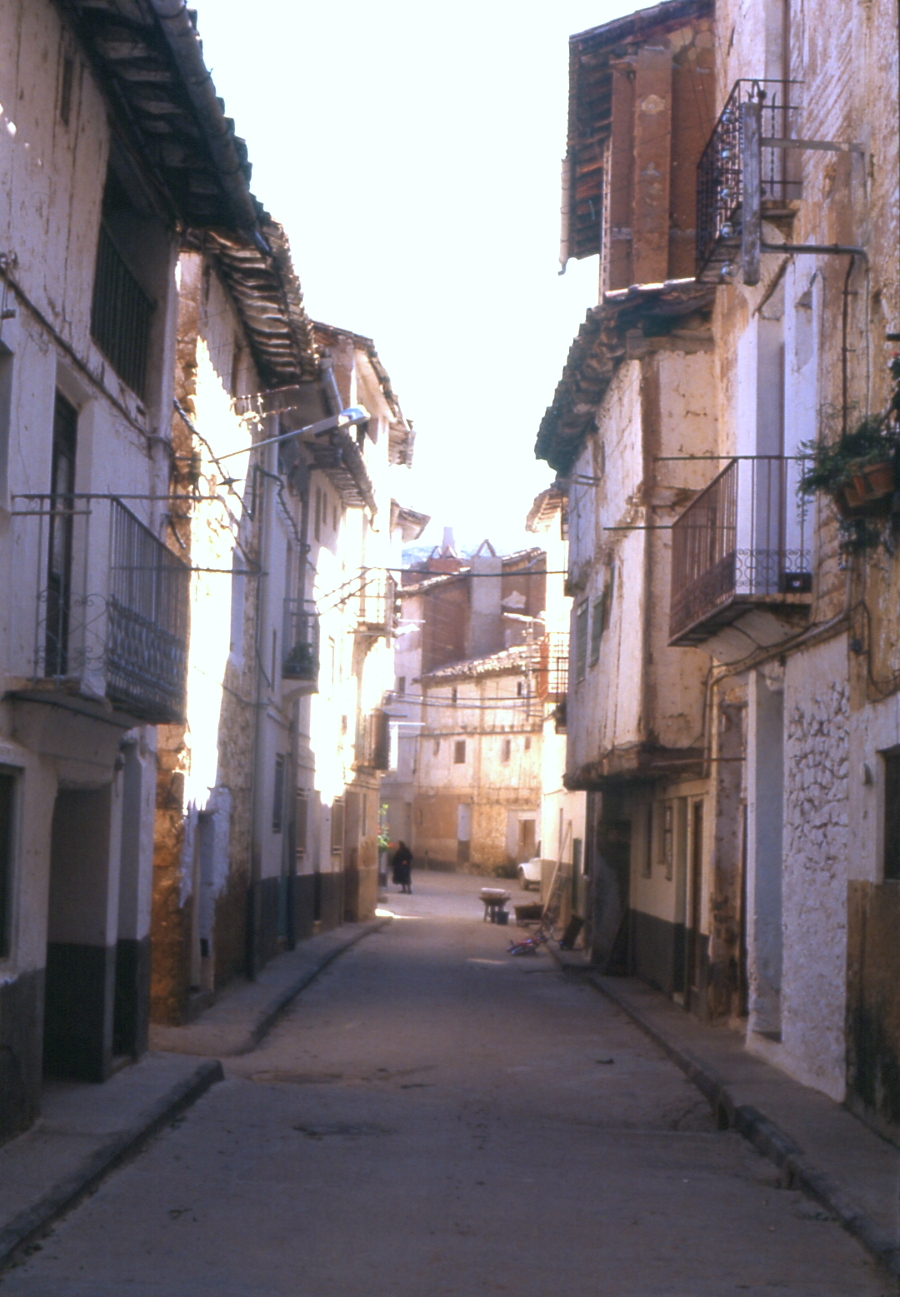
Casas Bajas, Calle del Paso år 1987

Casas Bajas är en kommun i Spanien.   Den ligger i provinsen Província de València och regionen Valencia, i den centrala delen av landet, 210 km öster om huvudstaden Madrid. Antalet invånare är 221. Arean är 22,6 kvadratkilometer. Casas Bajas gränsar till Casas Altas, Vallanca, Santa Cruz de Moya och Moya. 
Terrängen i Casas Bajas är huvudsakligen kuperad, men västerut är den platt.